# Archives départementales de la Corrèze
Les archives départementales de la Corrèze sont un service du Conseil départemental de la Corrèze (Nouvelle-Aquitaine, France).

## Histoire

### Le bâtiment
Plusieurs bâtiments ont accueilli successivement les archives depuis leur création:
- 1790, combles de l'ancienne église du couvent des Feuillants, devenue préfecture en 1800,
- 1874, déménagement au dernier étage de la Préfecture, rue Souham,
- 1913-1914, construction d'un bâtiment spécial, rue Souham,
- 1975-1980, construction du nouveau dépôt, au Touron.

### Les directeurs
- Georges Mathieu (1908-1917, mort pour la France le 8 mai 1917 à Corbeny)
- Maurice Rousset (1919-1922)
- Régis Rohmer (1922-1945)
- Louis Desgraves (1945-1946)
- François Villard (1946-1951)
- François Souchal (1951-1954)
- Robert Debant (1954-1963)
- Guy Quincy (1963 - 1994)
- Héléne Say (1994 - 2003)
- Samuel Gibiat (2003 - 2011)
- Justine Berlière (Depuis 2012)

## Fonds

### Ensemble des documents conservés
Les archives regroupent 14 500 mètres linéaires de documents.

### Archives numérisées
Les archives mettent à disposition sur leur site Internet:
- les tables décennales de l’état civil, de l’an XI (1802) à 1902 ;
- les registres paroissiaux puis de l’état civil, de l’origine à 1902, pour les 240 premières communes du département (dans l'ordre alphabétique), c'est-à-dire d'Affieux à Saint-Salvadour, sauf pour la commune de Brive-la-Gaillarde,
- les listes nominatives de recensement de population (sous-série 6M) de toutes les communes du département (1906-1931),
- les tables alphabétiques de recrutement militaire (1865-1938),
- les tables alphabétiques des décès puis des successions et absences (jusqu'en 1940).

## Pour approfondir